# 葡萄牙巨龍
葡萄牙巨龍屬（屬名：Lusotitan）是種蜥腳下目腕龍科恐龍，生存於侏儸紀晚期的葡萄牙。葡萄牙巨龍的前肢長，是腕龍科的特徵之一。
在1947年，葡萄牙地質調查所的Manuel de Matos，在葡萄牙的勞爾哈組（Lourinhã Formation）發現一個大型蜥腳類恐龍的化石，地質年代為晚侏罗世的启莫里阶。在1957年，De Lapparent與Zbszewski將這些化石命名為腕龍的一個新種，阿塔拉腕龍（Brachiosaurus atalaiensis）。種名是以化石發現處的阿塔拉（Atalaia）為名。在2003年，奧克塔維奧·馬特烏斯（Octávio Mateus）、馬吉爾·泰雷斯·安頓涅斯（Miguel Telles Antunes）將這化石建立為新屬，模式種是阿塔拉葡萄牙巨龍（ Lusotitan atalaiensis），屬名意為「Luso的泰坦」，Luso是勞爾哈的拉丁文。
葡萄牙龍的化石是一個部分身體骨骸，目前仍沒有發現頭顱骨與數節脊椎，身長估計為25公尺。De Lapparent與Zbszewski當初命名新種時，並沒有選定正模標本。在2003年，馬特烏斯將身體骨骼選定為選模標本。

## 外部連結
- https://web.archive.org/web/20070816003158/http://www.users.qwest.net/~jstweet1/brachiosauridae.htm
- Brachiosauridae from Thescelosaurus!